# Сколишин
Сколишин (пол. Skołyszyn) — село в Польщі, у гміні Сколишин Ясельського повіту Підкарпатського воєводства.
Населення — 1938 осіб (2011).

## Демографія
Демографічна структура станом на 31 березня 2011 року:
|          | Загалом | Допрацездатний вік | Працездатний вік | Постпрацездатний вік |
| -------- | ------- | ------------------ | ---------------- | -------------------- |
| Чоловіки | 957     | 217                | 656              | 84                   |
| Жінки    | 981     | 197                | 606              | 178                  |
| Разом    | 1938    | 414                | 1262             | 262                  |